# کارلوس کالدرسون
کارلوس کالدرسون (انگلیسی: Carlos Calderson؛ زادهٔ ۱۸ نوامبر ۱۹۷۳) بازیکن فوتبال اهل اسپانیا است.